# Сухой Индол
Сухо́й Индо́л (ранее Куру́-Индо́л; укр. Сухий Індол, крымскотат. Quru İndol, Къуру Индол) — река в северо-восточном Крыму, длиной около 53 километров (из них 10,5 км — коллектор ГК-23, отводящий дренажную воду с площади 1885 гектаров) с площадью бассейна 156 км². Средний расход воды в реке — 0,22 м³/с, объём стока — 6,93 млн м³. Другое название реки — Куру-Индол (крымскотат. quru — «сухой»).
Исток реки — родник Врис, расположенный у подножия горы Лысой, в восточной части Главной гряды Крымских гор. Течёт по балке Мухаль-Узень, пересекает автодорогу 35К-003 Симферополь — Феодосия и севернее неё принимает слева ручей Такет-Су — всего у реки, согласно справочнику «Поверхностные водные объекты Крыма», 6 безымянных притоков длиной менее 5 километров. На карте 1836 года обозначен крупный правый приток овраг Мурзаер, впадающий в низовье Ниже села Приветное река практически исчезает. Сухой Индол впадает в Сиваш, до канализирования русла устье терялось в 1 км западнее бывшего села Белозёрка. Водоохранная зона реки установлена в 200 м. Относится к группе селеопасных рек северо-восточного склона Крымских гор, с прогнозируемой повторяемостью не чаще раза в 15 лет. Последние сели зафиксированы в конце XIX — начале XX века.
На военно-топографической карте генерал-майора Мухина 1817 года река подписана Куруандал и, судя по карте, течёт в Сиваш. Уже на карте 1842 года Куро-Индол теряется у Русского Карабая. На трёхверстовой карте Шуберта 1865—1876 года пересыхающий Куру-Индол впадает в Индол уже в Карабае. Время закрепления за рекой современного названия пока не установлено — на километровой карте Генштаба Красной армии 1941 года, в которой названия и прочие исправления на планах даны на июль 1941 года подписан Сухой Индол.